# Egeralja
Egeralja je obec v Maďarsku v župě Veszprém, spadající pod okres Devecser. Sdílí společně území s vesnicí Adorjánháza. Nachází se asi 21 km severozápadně od Devecseru. V roce 2015 zde žilo 227 obyvatel, z nichž jsou 94,7 % Maďaři a 1,2 % Němci.
Sousedními vesnicemi jsou Adorjánháza a Csögle.